# مكسيم (الهند)
مكسيم هي الطبعة الهندية من مجلة الرجال الشهرية الدولية في المملكة المتحدة ومقرها مكسيم. ومن المعروف عن صورها التي تضم الممثلات الأكثر شهرة، والمغنيات وعارضات الأزياء، العدد الأول من الطبعة الهندية من مكسيم كان في يناير 2006، وهو العدد الذي ضم ظهور بريانكا تشوبرا على غلاف المجلة. صدر العدد الأول في 28 ديسمبر 2005. وتنشر المجلة بموجب ترخيص في الهند من قبل وسائل إعلام ترانساسيا.
تهتم مكسيم بشكل كبير كل ما يتعلق بأسلوب حياة الرجال، وتعتبر حاليا الرائدة في هذا المجال في الهند.

## أهم النماذج
| السنة | النموذج        | في عمر | مصادر |
| ----- | -------------- | ------ | ----- |
| 2008  | ديبيكا بادوكون | 22     |       |
| 2009  | بيباشا باسو    | 30     | [ 2 ] |
| 2010  | سونام كابور    | 25     |       |
| 2011  | بريانكا تشوبرا | 29     |       |
| 2012  | كارينا كابور   | 31     |       |
| 2013  | بريانكا تشوبرا | 31     |       |
| 2014  | كاترينا كيف    | 31     |       |